# Peervormige lijsterbes
De peervormige lijsterbes, peerlijsterbes of tamme lijsterbes (Sorbus domestica) is een plant uit de rozenfamilie (Rosaceae). De plant dankt zijn Nederlandse naam aan de vorm van de vruchten. De boom komt van nature voor in Zuid-Europa, Noord-Afrika en West-Azië. De soort wordt veel aangeplant als sierboom. Daarnaast wordt de boom vooral in Midden-Europa voor de vruchten gekweekt. Het aantal chromosomen is 2n = 34.
De peervormige lijsterbes kan een hoogte bereiken van 20 m. Behalve door de vrucht kan men de boom onderscheiden van de wilde lijsterbes (Sorbus aucuparia) door de bast en de knoppen.
De boom heeft een koepelvormige kroon met gespreide, horizontale takken. De schors is oranjekleurig tot donkerbruin, vaak diep gegroefd in rechthoekige platen. De knoppen zijn eivormig, harsachtig en glanzend heldergroen. Ze kunnen 1 cm lang worden.
De peervormige lijsterbes heeft samengestelde bladeren van 15–22 cm lang en zes tot tien paar deelblaadjes. Elk deelblaadje is langwerpig en scherp gezaagd. Van boven zijn ze donker geelachtig groen en van onderen zachtbehaard.
De bloemen hebben een doorsnede van 1,5–2 cm en zijn voorzien van vijf crèmekleurige witte kroonblaadjes en driehoekige kelkblaadjes. Ze hebben vijf stijlen. Ze vormen koepelvormige bloeiwijzen van 10–14 cm breed.
De vruchten zijn bolvormig tot peervormig en 2–3 cm groot. Rijpend verandert de kleur van groen tot bruin. Ze zijn eetbaar, maar alleen als ze overrijp zijn. Peervormige lijsterbessen worden in sommige alcoholische dranken verwerkt. Ze kunnen ook verwerkt worden in moes, compote en wildsauzen.

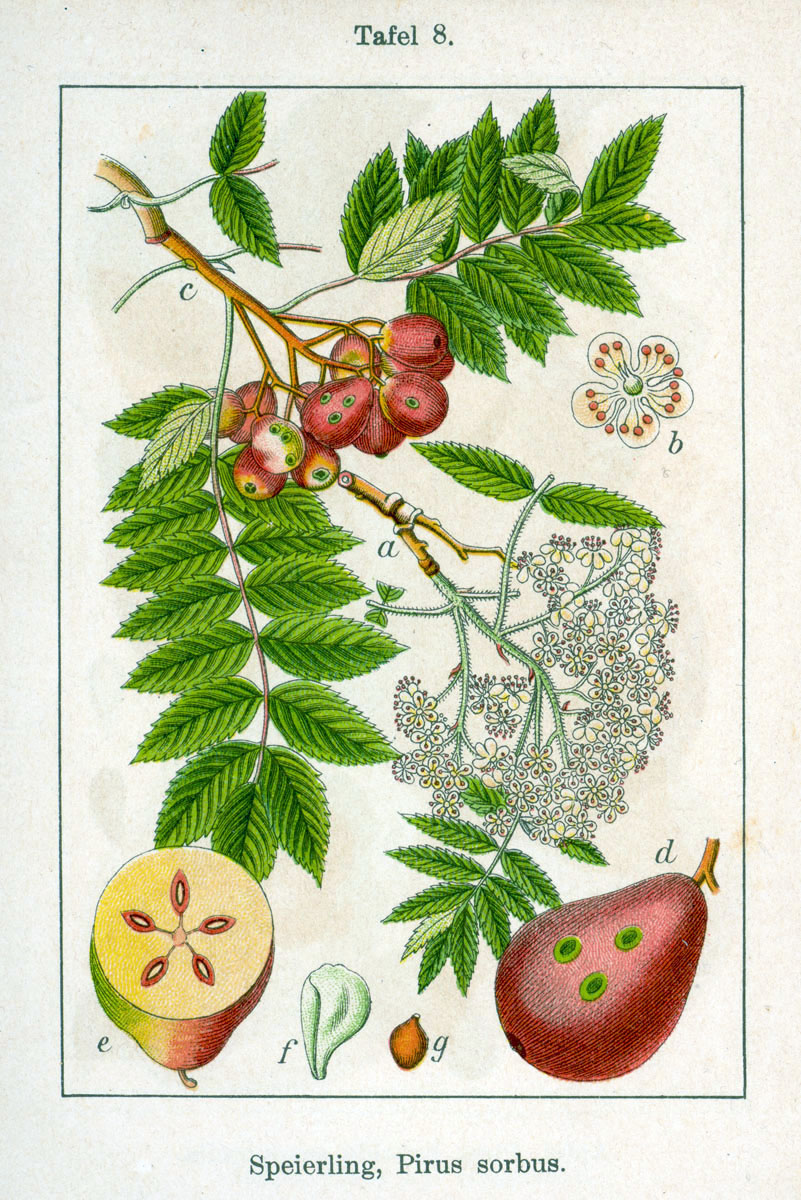
Illustratie door Jacob Sturm
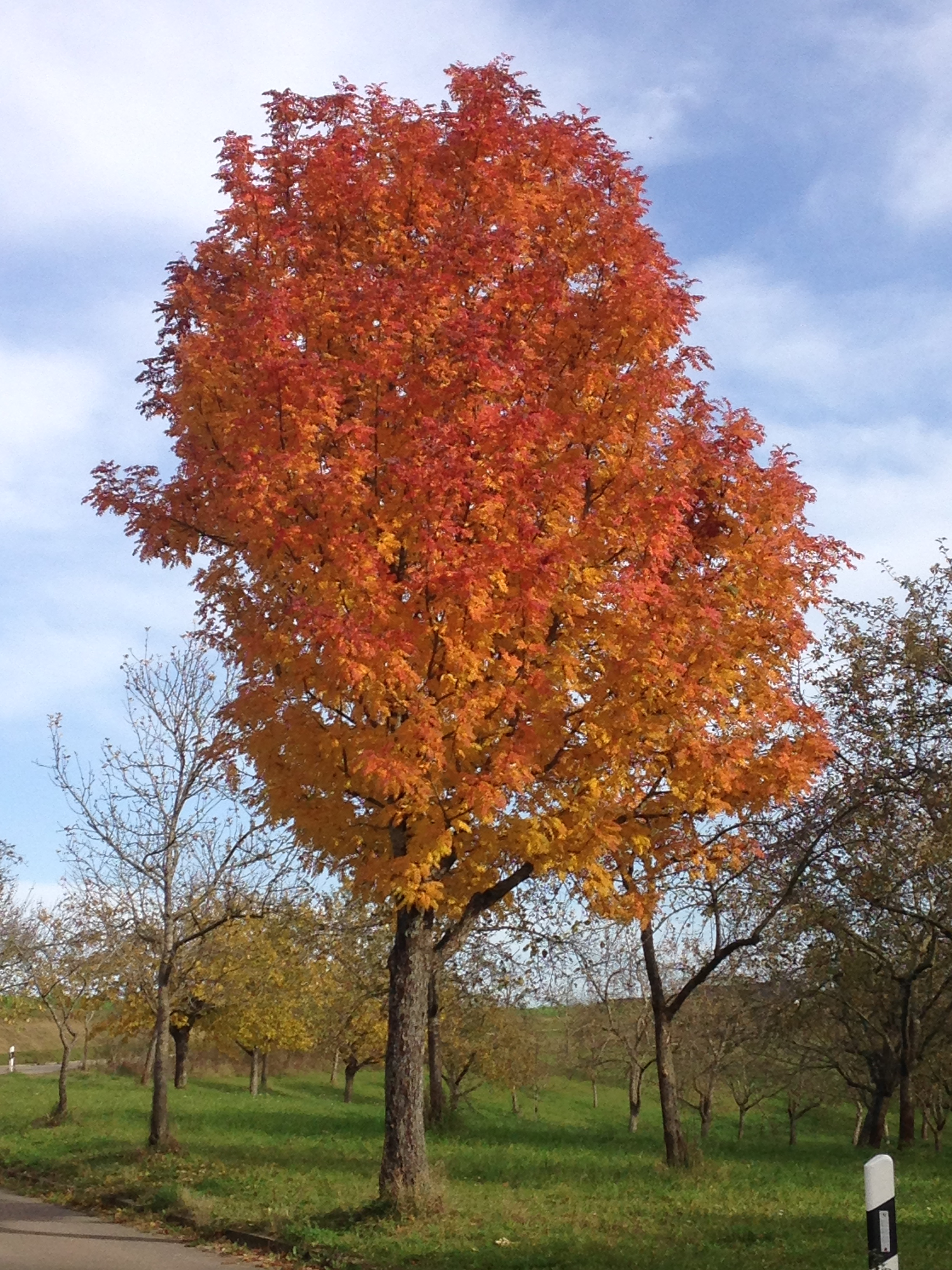
Herfstkleur
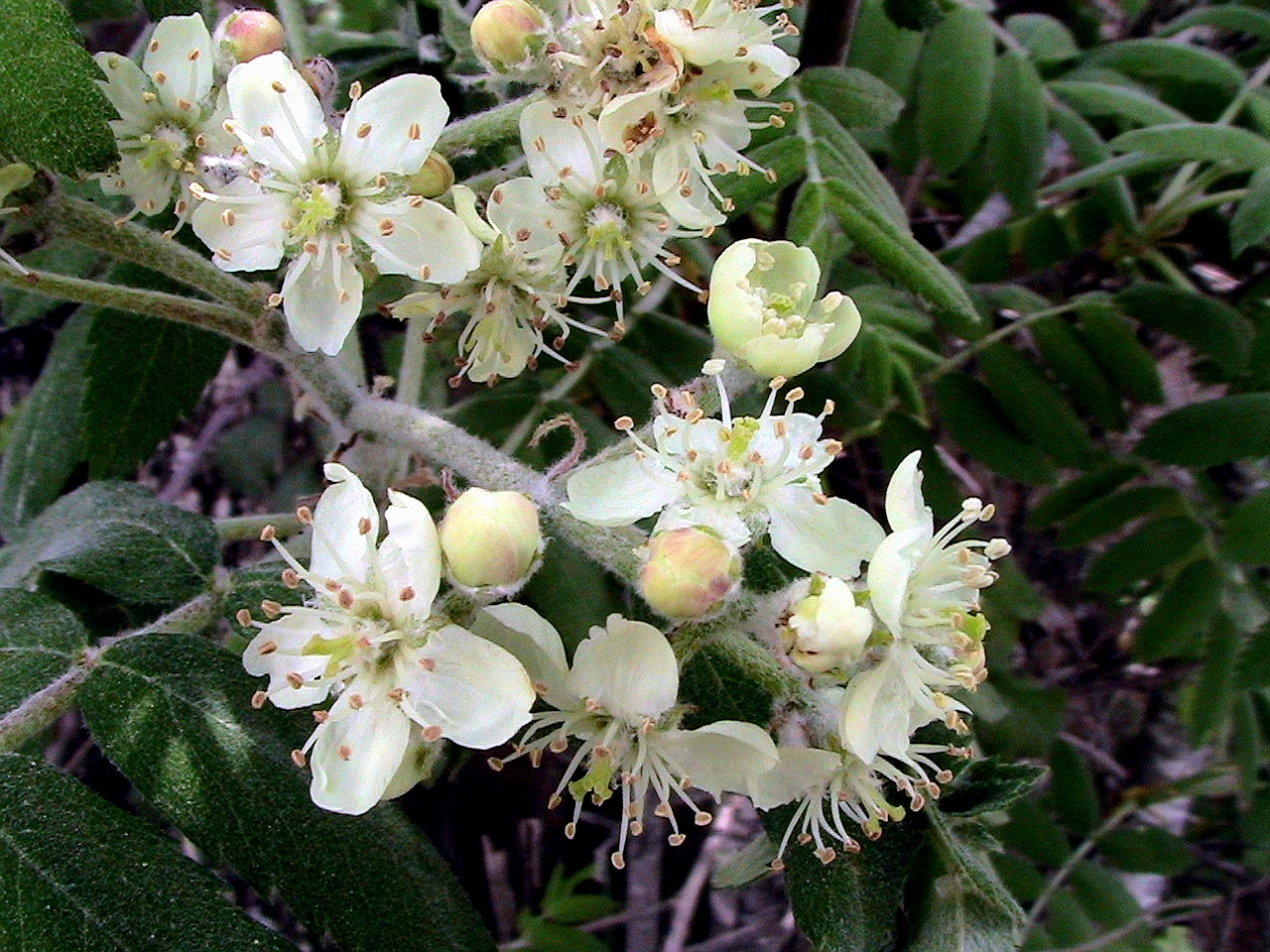
Bloemen